# Godspell
Pour le film, voir Godspell (film).
Godspell est une comédie musicale de Stephen Schwartz et John-Michael Tebelak créée « off-Broadway » en mai 1971, jouée par de nombreuses compagnies dans le monde, et repris à Broadway en 1976 puis 2011. Cet opéra-rock a rencontré un grand succès et a été adapté au cinéma par David Greene en 1973.
La version française de Godspell est créée en février 1972 et sera jouée pendant un an et demi au Théâtre de la Porte-Saint-Martin. Mis en scène par Nina Faso, l'une des créatrices de la version originale new-yorkaise, le spectacle inclut des artistes aujourd'hui connus : Daniel Auteuil, Dave, Armande Altaï, Gregory Ken, Michel Elias.

## Fiche technique
- Titre original : Godspell
- Livret : John-Michael Tebelak
- Lyrics : Stephen Schwartz et l'hymnaire épiscopal
- Musique : Stephen Schwartz
- Mise en scène : John-Michael Tebelak
- Costumes : Susan Tsu (Cherry Lane Theater), Nicolas Harlé (Théâtre de la Porte-Saint-Martin)
- Lumières : Spencer Mosse (Cherry Lane Theater), Jean-Marie Broutée (Théâtre de la Porte-Saint-Martin)
- Sons :  Robert Minor (Cherry Lane Theater)
- Date de première représentation : 17 mai 1971 au Cherry Lane Theatre (en) à New-York

## Numéros musicaux
| Acte I - Opening - Prologue:Towers of Babble - Prepare ye The Way of the Lord - Save the People - Day By Day - Learn Your Lessons Well - O Bless the Lord - All for the Best - All Good Gifts - Light of the World | Acte II - Learn Your Lessons Well (Reprise) - Turn Back, O Man - Alas for You - By My Side - Beautiful City - We Beseech Thee - Day By Day (Reprise) - On The Willows - Finale |

## Distribution
| - Lamar Alford - Herb Braha - Peggy Gordon - David Haskell - Joanne Jonas - Stephen Nathan - Robin Lamont - Sonia Manzano - Gilmer McCormick - Jeffrey Mylett | - Daniel Auteuil - Bernard Callais - Dave - Claudia Alexandre - Annie Allal - Armande Altaï - Michel Elias - Gregory Ken - Anne Jousset - Kazuko Nishikawa - Philippe Normand - Jean-Pierre Thiercelin - Nicole Vassel |